# Megachile colorata
Megachile colorata är en biart som beskrevs av Fox 1896. Megachile colorata ingår i släktet tapetserarbin, och familjen buksamlarbin. Inga underarter finns listade i Catalogue of Life.